# Villasila de Valdavia
Villasila de Valdavia ist ein Ort und eine nordspanische Gemeinde (municipio) mit 60 Einwohnern (Stand: 2024) in der Provinz Palencia der Autonomen Gemeinschaft Kastilien-León. Neben dem Hauptort Villasila de Valdavia gehört die Ortschaft Villamelendro de Valdavia zur Gemeinde. 

## Lage und Klima
Villasila de Valdavia liegt in der altkastilischen Meseta in einer Höhe von ca. 870 m. Die Provinzhauptstadt Palencia befindet sich gut 52 km (Fahrtstrecke) südlich. Das Klima im Winter ist kühl, im Sommer dagegen trotz der Höhenlage gemäßigt bis warm; Niederschläge (ca. 618 mm/Jahr) fallen überwiegend im Winterhalbjahr.

## Bevölkerungsentwicklung
| Jahr      | 1970 | 1981 | 1991 | 2001 | 2011 | 2021 |
| Einwohner | 288  | 172  | 131  | 98   | 75   | 64   |

## Sehenswürdigkeiten
- Pelagiuskirche in Villasila de Valdavia
- Kirche Mariä Himmelfahrt in Villamelendro de Valdavia
- Eugenienkapelle
- Christuskapelle in Villasila de Valdavia

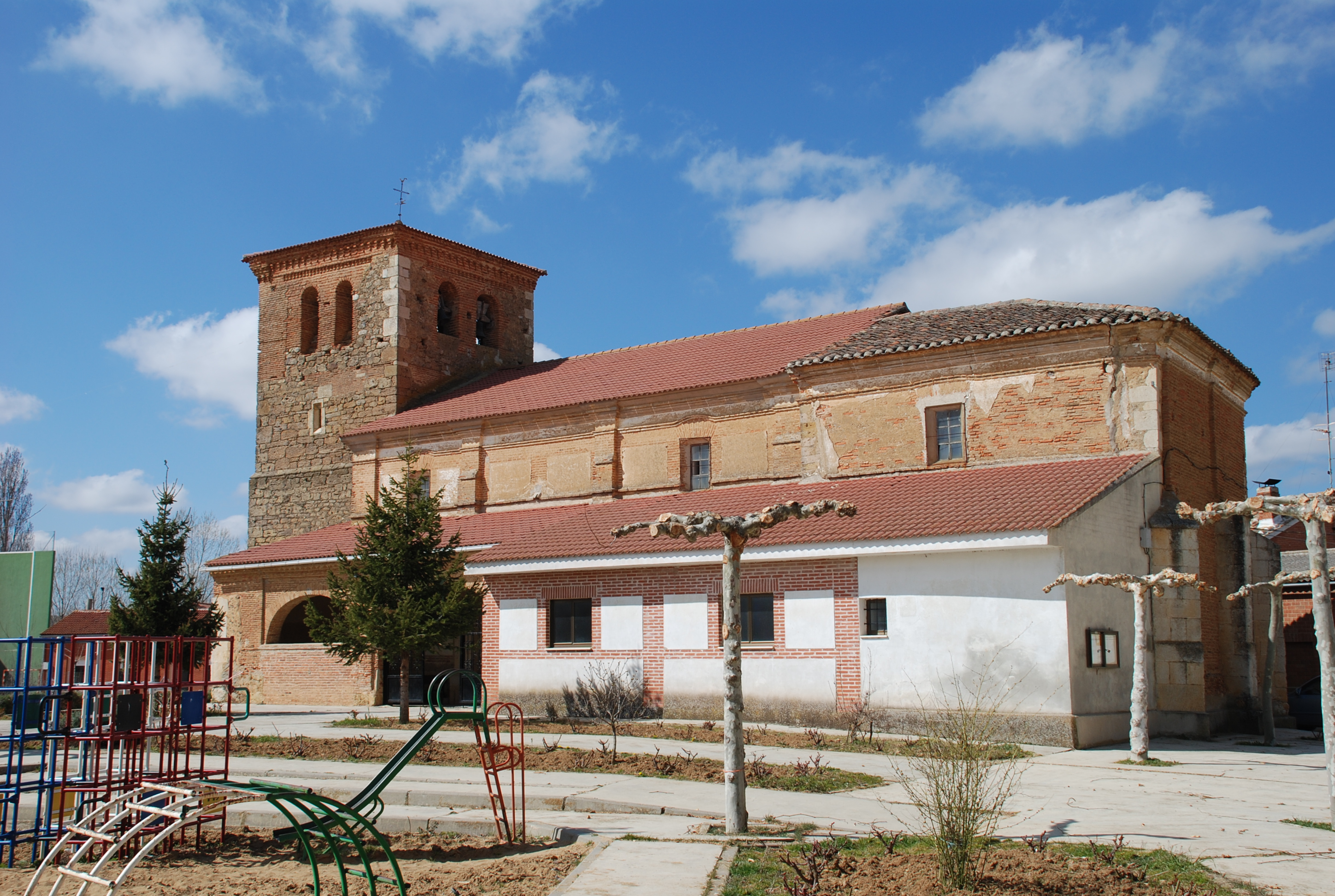
Pelagiuskirche
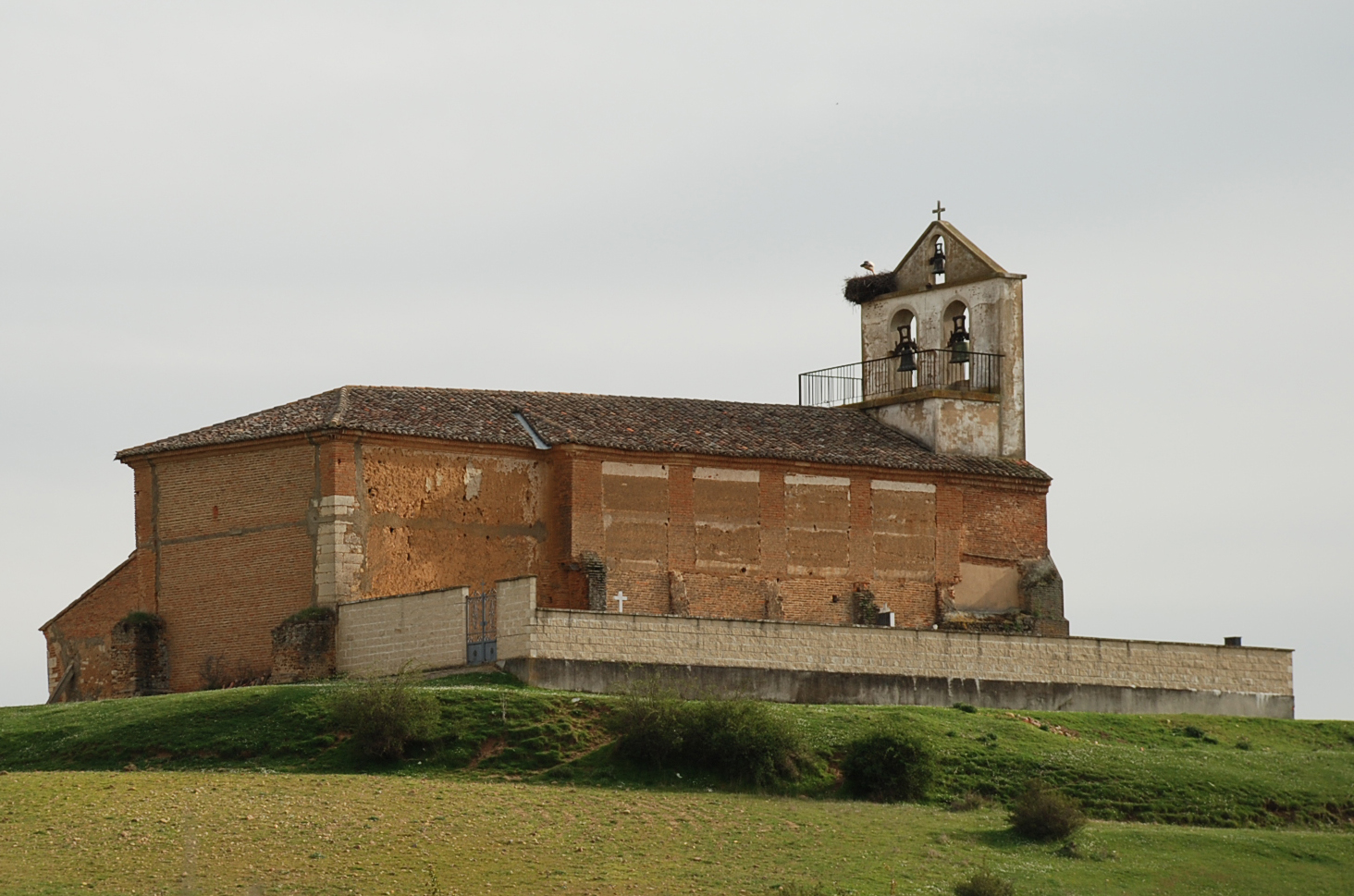
Kirche Mariä Himmelfahrt
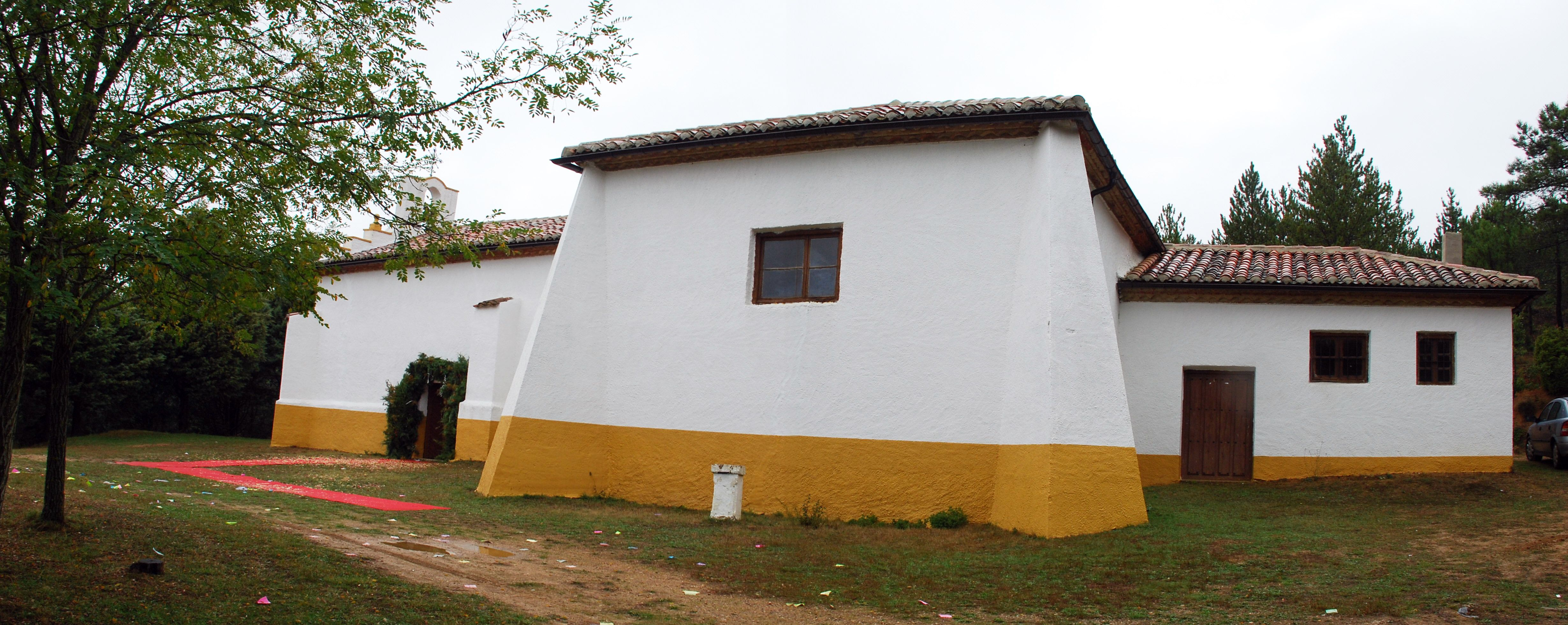
Christuskapelle
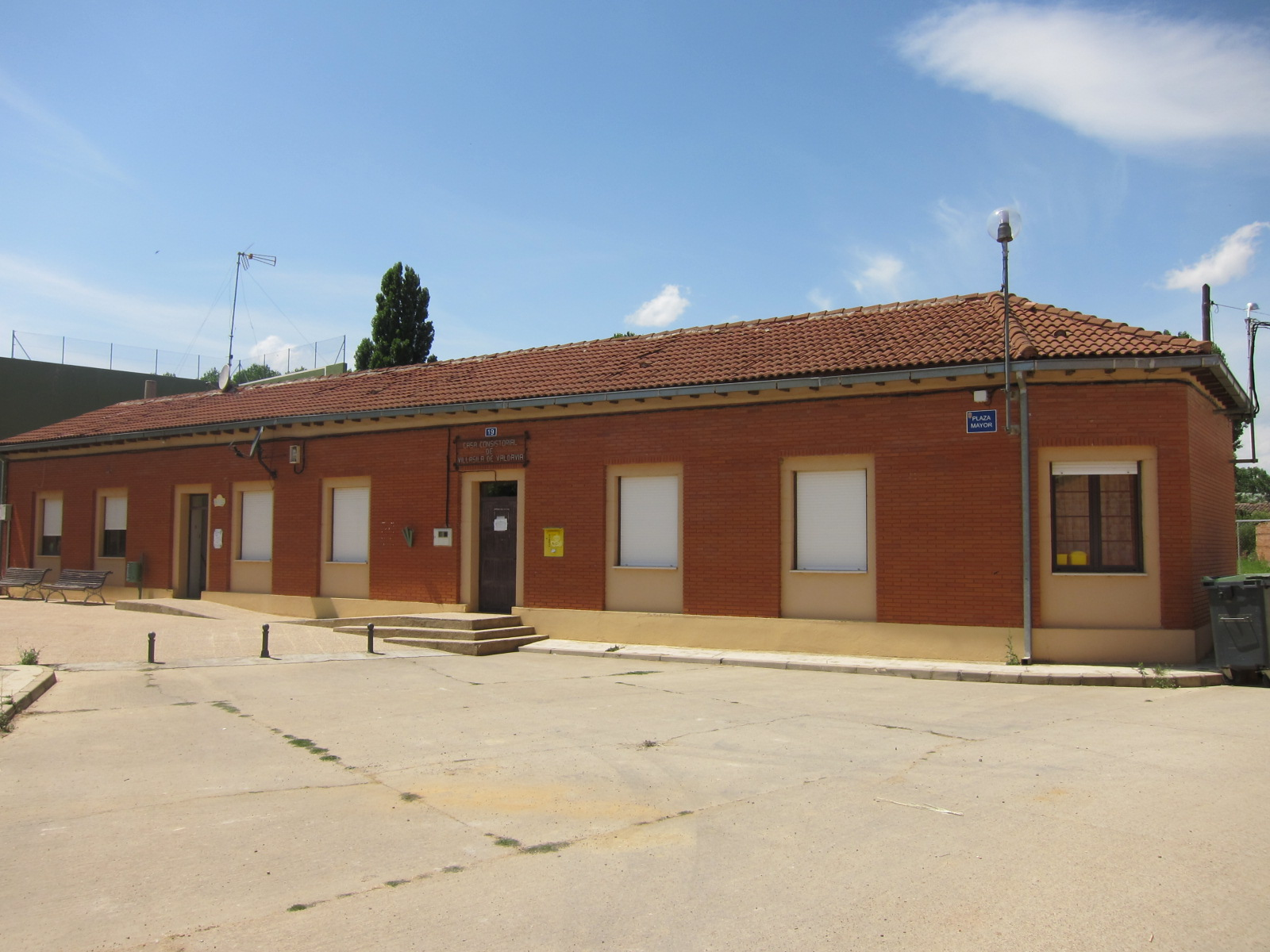
Rathaus